# Sluss
För andra betydelser, se Sluss (olika betydelser).

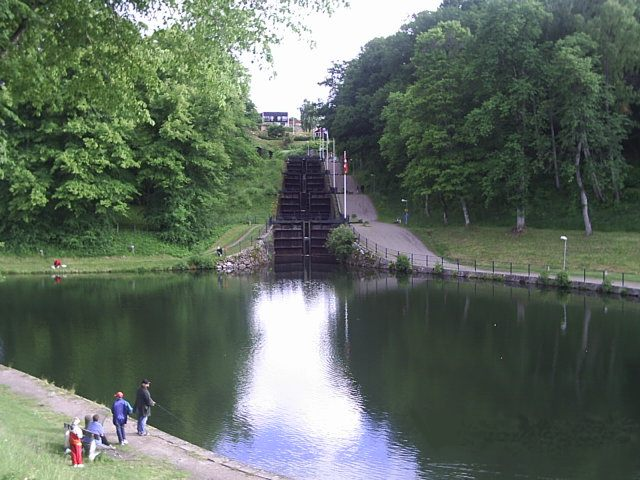
1844 års slussled i Trollhättan med "Gamle dal'n" i förgrunden.

Sluss är en vattenbassäng med varierbart vattenstånd. En sluss används oftast för att lyfta och sänka båtar och fartyg mellan olika vattennivåer. Slussar används framförallt i kanaler.

## Historik

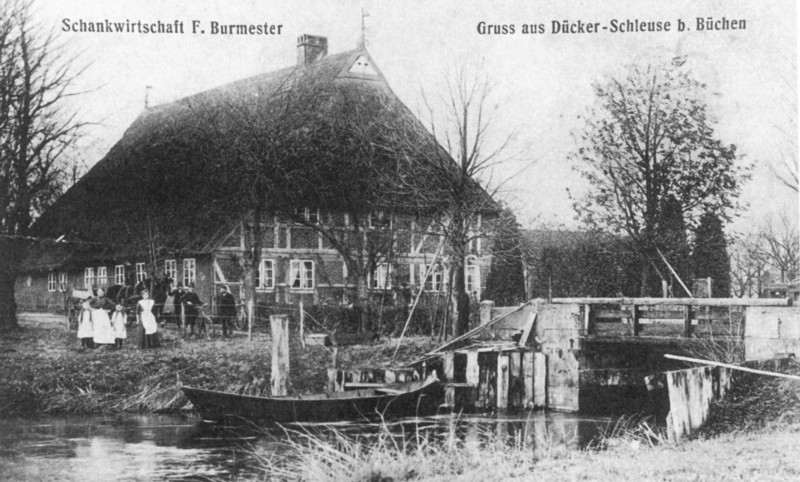
Dueckerschleuse, till högertiruen i bild, som den såg ut 1900.

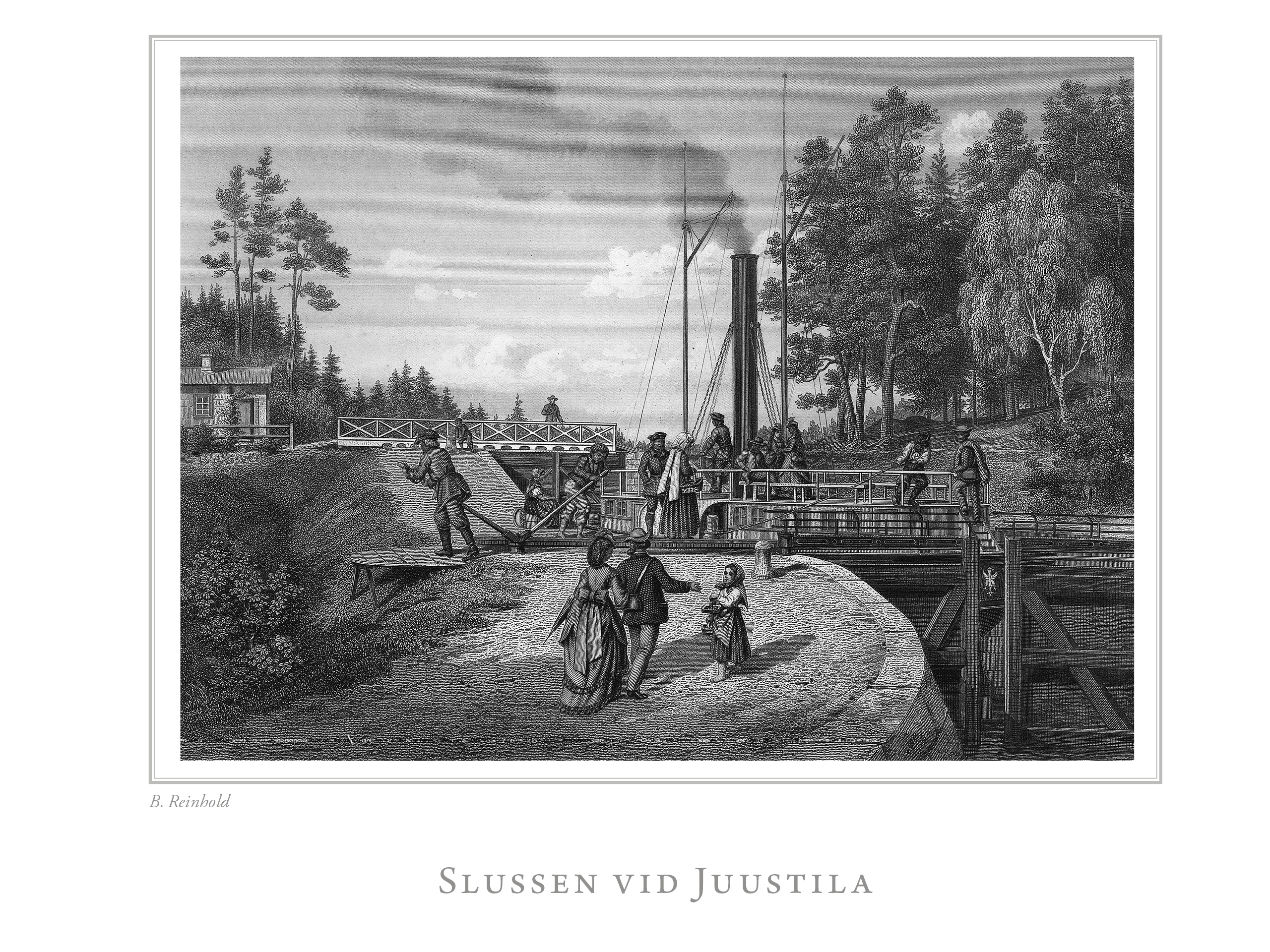
Nedersta slussen i Saima kanal i mitten av 1800ana-talet i Juustila på Karelska näset i dåvarande Finland.

Människor har sedan långt tillbaka i historien  färdats på vattnet, och åar och andra strömmande vattendrag var det enklaste sättet att flytta större laster på. På grund av deras ofta relativt grunda vattenstånd började dammar byggas. Fördämningar höjde vattenståndet i kanaler, och gjorde det på så sätt möjligt att färdas med större båtar, men skapade också problemet att få båtarna förbi Enna äldre typ av dammarna. Då man för att försäkra sig om farbart vattendjup över en längre sträcka, kunde bli tvungen att bygga flera dammar, och på så sätt skapa en "trappa", blev omlastningar vid varje enskild damm arbetskrävande.
Den första typen av sluss var av en enkel lucka i dammen som kunde öppnas och stängas. Det gjorde det möjligt för båtar på väg nedströms att följa med det forsande vattnet, och båtar på väg uppströms kunde, med draghjälp från kanalstränderna, släpas uppför den tillfälliga forsen. När båten hade passerat, kunde luckan stängas igen. Slussningen innebar närmast en kontrollerad och kort forsfärd, varför det inte var helt ovanligt att båtar skadades eller sjönk i strömmarna. Trots att de tidigare använts i rätt stor omfattning, har de numera blivit utkonkurrerade av modernare konstruktioner. Dückerschleuse i norra Tyskland, med anor från 1300-talet, är ett exempel på denna typ av slussar.
För att undvika de våldsamma strömmarna som uppstår vid användandet av endast en slussport, började man redan under antiken experimentera med slussar bestående av två åtskilda slussportar. Var dessa modeller först togs fram är inte klart, men skriftliga uppgifter finns från 900-talets Kina, och det är möjligt att de användes i Romarriket.
Den följande utvecklingen har kretsat kring samma princip, och i det närmaste gått ut på att förfina metoderna att öppna och stänga portarna samt justera vattenytan.
Tillsammans med slussarna i Karl IX:s kanal, räknas Lilla Edets sluss som en av de äldsta i Sverige. Den stod färdig 1607. Den äldsta finländska slussen finns i Mustio i Karis och byggdes antagligen 1745.

## Funktionsprincip
Slussningen uppströms börjar med att slusskammarens nedre portar är öppna, varpå båten kör in i denna. När båten är inne, stängs portarna och vatten släpps ju in från det övre vattendraget som höjer vattennivån inne i slusskammaren, så att den är på samma nivå som vattnet ovanför slusskammaren. När det är gjort, öppnas de övre slussportarna och båten kan köra ut ur slusskammaren.

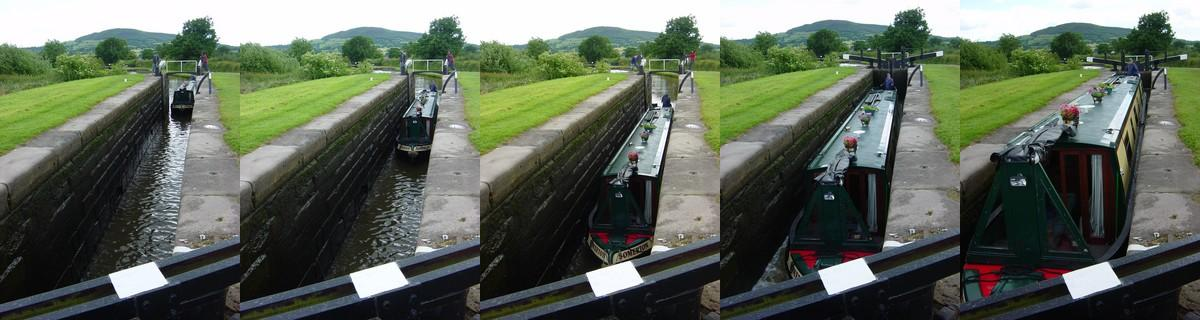
Fotoserie som visar hur en pråm slussas uppströms: 1-3 Pråmen kommer in i slussen. 4 Slussen är stängd. 5 Slussen fylls med vatten, pråmen stiger till den högre nivån.

Ibland är skillnaden i vattenstånd så hög att en enskild sluss inte är ekonomisk. På sådana ställen kan man då bygga en slusstrappa, en serie slusskammare, som en i taget höjer vattennivån från en slusskammare till en annan, så att man till slut uppnår den eftersträvade nivån.

## Begränsningar

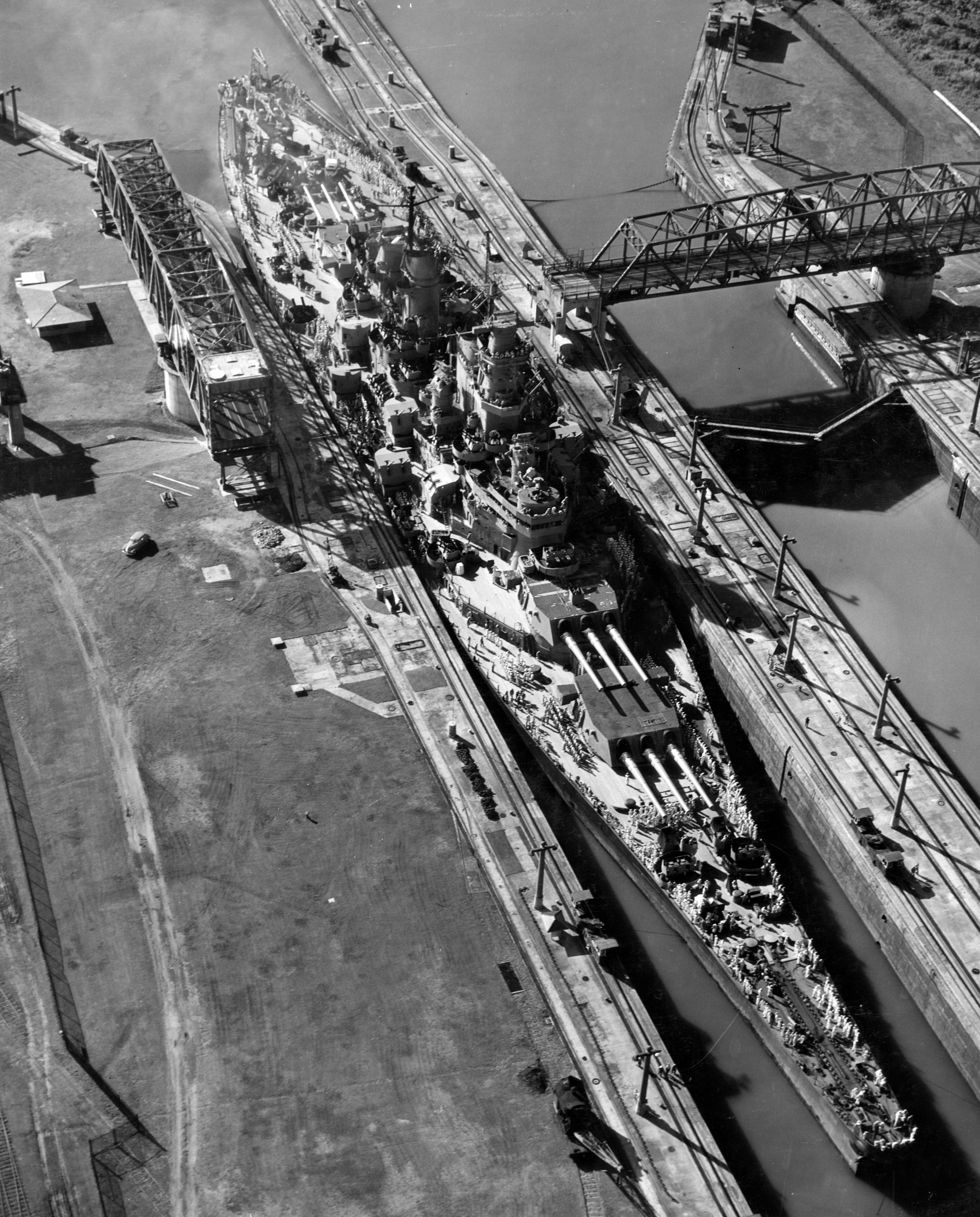
Slagskeppet passerar genom slussarna vid Miraflores 1945. Slagskeppet är ett av de bredaste fartyg som någonsin passerat genom Panamakanalen.

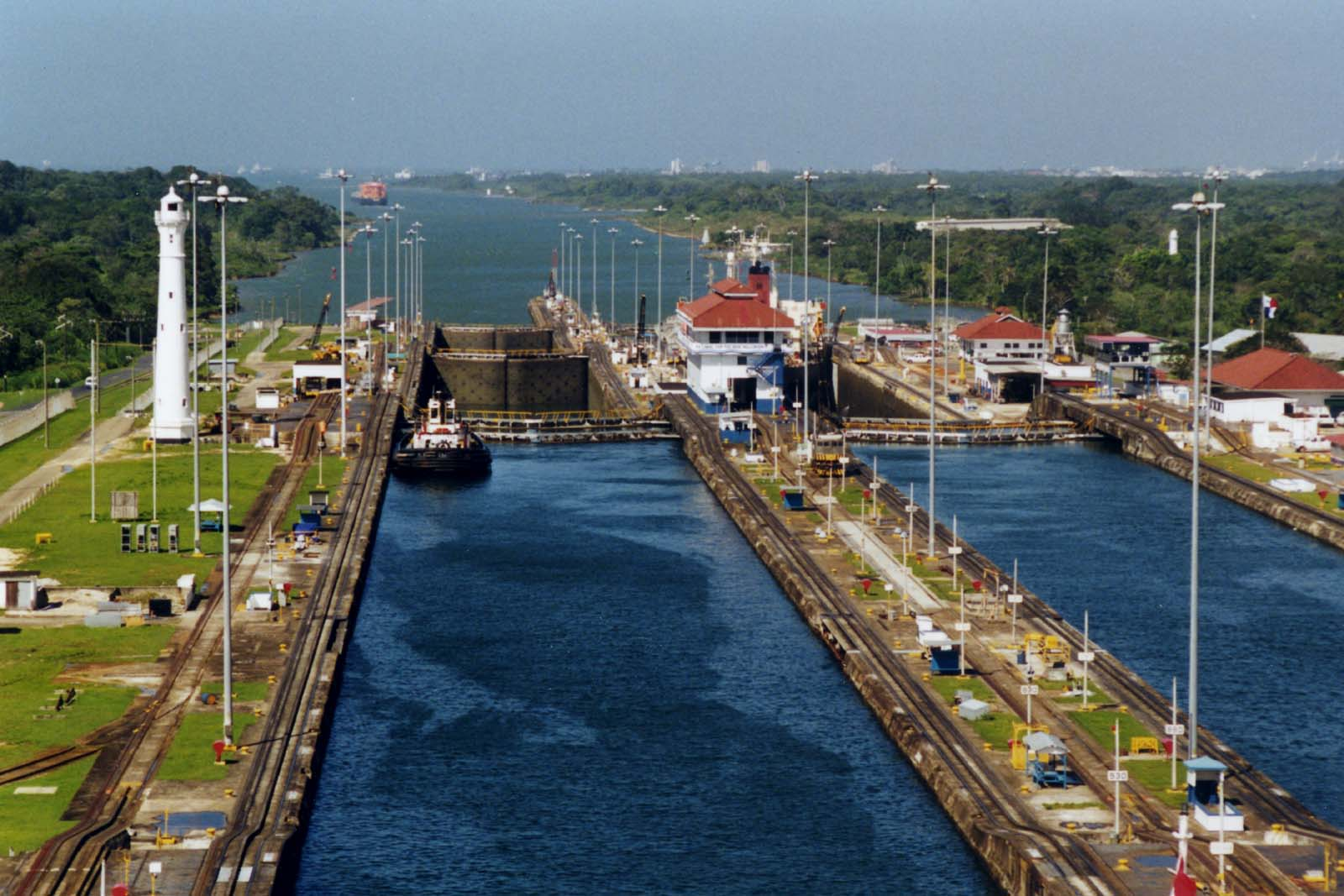
"Gatun Locks" i Panamakanalen.

Storleken på slussarna på en kanal kan ofta vara direkt avgörande för hur stora båtar och fartyg som kan använda vattenleden, vilket har gett upphov till ett antal internationella storleksklassificeringar baserade på slusstorlekar. Den mest kända av dessa är den så kallade Panamax-klassen.

### Panamax
Panamax-klassen, betecknar största storleken för fartyg som kan passera genom Panamakanalen. De nuvarande Panamax-måtten är:
- Största längd: 294,1 m
- Största bredd: 32,3 m
- Största djup (mätt från vattenytan): 12,0 m
- Största höjd (mätt från vattenytan): 57,91 m

Noteras kan att Suezmax, största tillåtna mått på ett fartyg som kan passera Suezkanalen inte dikteras av några slussar, då hela kanalen är slussfri.

## Alternativ
Ett antal alternativa lösningar finns som kan användas istället för slussar. De flesta baserar sig på olika typer av hissar. Falkirkhjulet i Skottland är ett bra exempel på en modern båthiss.

## Slussleder i urval

### I Sverige
- Bergslagskanalen
- Göta kanal
- Dalslands kanal
- Strömsholms kanal
- Slussen i Stockholm
- Kinda kanal
- Trollhätte kanal
- Polhems slussled i Trollhättan
- Södertälje kanal

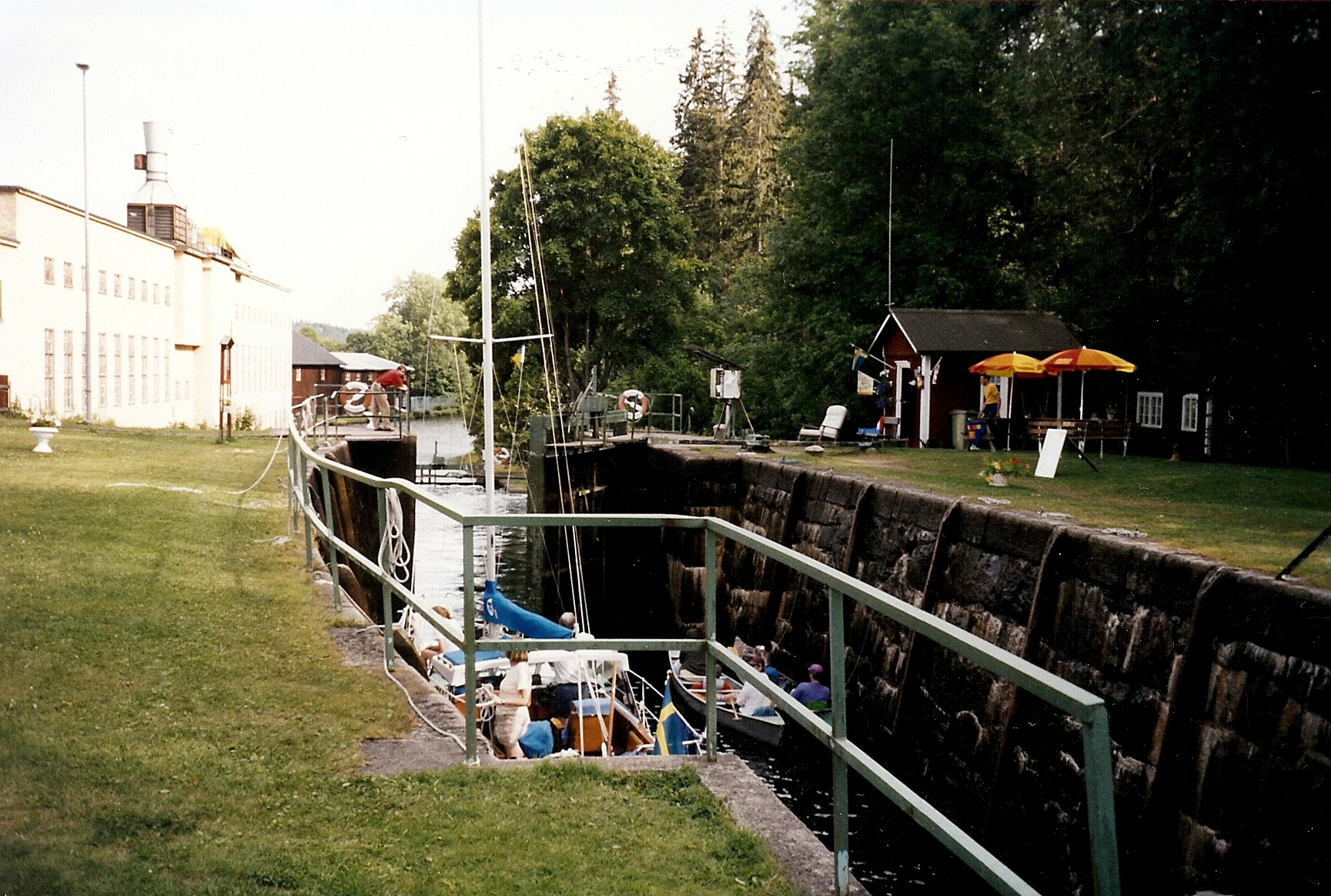
Sluss i Dalslands kanal, Dals Långed.

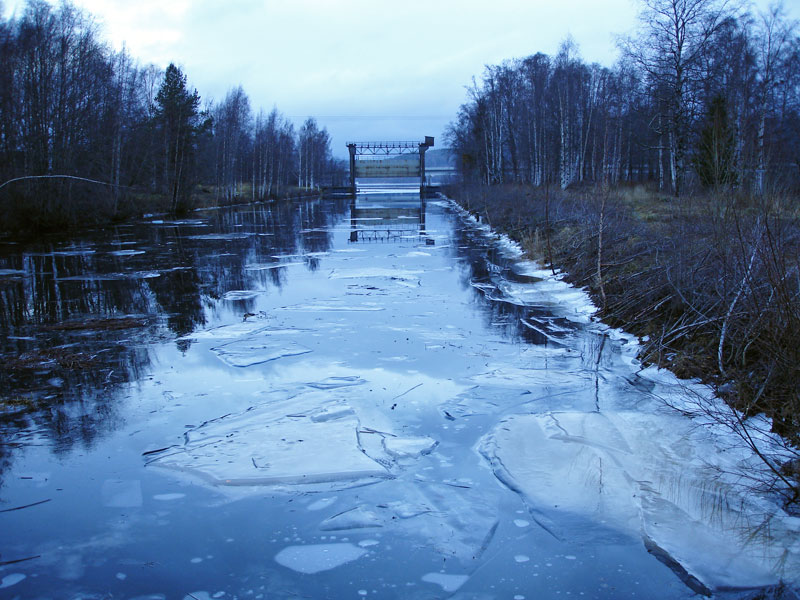
Timmerslussen vid Veckefjärdens utlopp. Denna del av anläggningen används inte längre eftersom flottningen har upphört.

- Tamms kanal i Näsviken, Hälsingland
- Falsterbokanalen med Sveriges sydligaste sluss
- Hjälmare kanal, Sveriges äldsta befintliga vattenled (se även Karl IX:s kanal)
- Lilla Edets sluss, en av Sveriges äldsta slussar
- Timmerslussen som förbinder Veckefjärden med Östersjön i Örnsköldsvik anses vara Sveriges längsta sluss, cirka 250 meter lång.

### Finland
- Saima kanal
- Herraskoski kanal
- Höytiäinen kanal
- Jomalvik kanal
- Varistaival kanal
- Kanaler i Heinävisi
- Vääksy kanal
- Gustav Vasa kanal

### Andra länder
- Canal du Midi
- Kielkanalen
- Panamakanalen
- Vitahavskanalen